# 주차장 (영화)
"주차장"은 1969년 공개된 대한민국의 영화이다.

## 배역
- 최무룡
- 윤정희
- 이낙훈
- 정민
- 박기택
- 고설봉
- 이기홍
- 조덕성
- 문미봉
- 고덕철
- 곽은아
- 추봉
- 홍성우
- 박일
- 임성포